# Johan Pilet
Pour les articles homonymes, voir Pilet.
Johan Pilet, né le 29 août 1976 à Liège, est un auteur de bande dessinée belge. Également connu sous le pseudonyme Nãn.

## Biographie
Johan Pilet naît le 29 août 1976 à Liège. Il commence son parcours professionnel dans le design automobile. Il est diplômé en esthétique industrielle, mais il décide néanmoins poursuivre sa formation académique pour se consacrer à son premier amour : la bande dessinée. Dès ses études terminées, il rencontre Batem, qui lui propose de rejoindre l’atelier liégeois qu’il partage avec Stéphan Colman, Olivier Saive et Fabrizio Borrini en 2003. En 2004, il fait son entrée dans le journal Spirou où il illustrera plusieurs histoires courtes et créera, sous le pseudonyme Nãn le personnage Monkey qui vivra une vingtaine de strips de 2006 à 2007. En parallèle, il se fait coloriste de la série Karma, dessinée par Fabrizio Borrini et scénarisée par Jean-Louis Janssens, trois tomes publiés aux éditions Dupuis de 2006 à 2008. En 2010, il s'associe au scénariste Jean-Michel Darlot, lui aussi venu du journal Spirou, et publie son premier album : Barzoon Circus - Le Jour de la citrouille aux éditions Treize étrange.
Il travaille ensuite avec le scénariste français Nicolas Pothier sur deux albums du western humoristique Caktus (Treize étrange, 2011-2012) et il prend le relais graphiquement à la suite de Frédérik Salsedo dès le sixième opus de la série du pirate Ratafia (Treize étrange (2013-2014) et Vents d'Ouest, 2018). Il reprend sa collaboration avec Darlot en 2015 pour la création de la bande dessinée jeunesse Ninn aux éditions gerpinnoises Kennes. Cette série conte la quête de l'héroïne Ninn, une préado parisienne de 11 ans,,. Cette série lui vaut d'être récipiendaire du prix Conseil départemental décerné par le Festival bd BOUM à Blois pour le premier tome de la série : La Ligne noire partagé avec son scénariste en 2016. L'année suivante, le second tome Les Grands Lointains reçoit le prix des collèges au Festival d'Angoulême 2017.
Il s'occupe de la mise en couleur des trois premiers de La Vie compliquée de Léa Olivier dessinés par Ludo Borecki sur des scénarios d'Alcante, d'après les romans de Catherine Girard-Audet aux Kennes éditions (2014-2016). 
En 2024, il dessine Mickey contre l'alliance maléfique sur un scénario de Nicolas Pothier. 
Johan Pilet travaille à l'atelier Armageddon qu'il partage avec Batem, Clarke, Marco Venanzi, Benoît Ers, Marc-Renier, Ludo Borecki, Corentin Longrée et Mathieu Barthélémy à Liège.
En outre, il participe à l'album collectif Il était une fois 1914 avec le récit historique Le Champ des Oiseaux, publié par l'Abbaye de Stavelot en 2014. En 2019, il participe au cadavre exquis pour l'anniversaire des 90 ans de Mickey Mouse. Il se fait également affichiste en réalisant les affiches des festivals de bande dessinée de Charleville-Mézières en 2011 ainsi que celle de Bray-sur-Seine en 2022.

## Œuvres

### Collectifs
- Il était une fois 1914[38],[17], Abbaye de Stavelot, Stavelot, 21 mars 2014
Scénario et couleurs : collectif - Dessin : collectif dont Johan Pilet -  (ISBN 978-2-87522-124-7),Participation : Le Champ des oiseaux avec Hamo.
- 9. Mickey All Stars[19], Glénat, coll. « Disney », Grenoble, 5 juin 2019
Scénario : collectif - Dessin : collectif dont Johan Pilet - Couleurs : quadrichromie -  (ISBN 978-2-344-03497-2)

## Prix et distinctions
- 2016 : 
  -  Grand prix du journal de Mickey 2016 décerné par Le Journal de Mickey[12],[39] ;
  -  prix Conseil départemental décerné par le Festival bd BOUM à Blois[11],[12] pour le premier tome de la série : La Ligne noire partagé avec Jean-Michel Darlot en 2016 ;
- 2017 :  prix des collèges décerné lors du Festival d'Angoulême 2017 pour Les Grands Lointains partagé avec Jean-Michel Darlot[13].

#### Livres
- Philippe Mellot, Michel Denni, Laurent Turpin et Isabelle Morzadec, Trésors de la bande dessinée : BDM 2025-2026 - Catalogue encyclopédique et Argus, Paris, Les Arènes, novembre 2024, 24e éd., 1839 p., ill. ; 23 cm (ISBN 979-10-37512-61-1, OCLC 1478218824, présentation en ligne), p. 137, 933, 1002, 1185.

#### Articles
- Frédéric Renson, « Nandrin : il dessine «Barzoon Circus» », L'Avenir,‎ 21 janvier 2011 (lire en ligne , consulté le 12 juin 2023).
- « De Waremme à Angoulême », L'Avenir,‎ 21 janvier 2011 (lire en ligne , consulté le 12 juin 2023)
- Sabine Lourtie, « Le Nandrinois explore le métro parisien dans sa BD « Ninn » », L'Avenir,‎ 31 octobre 2015 (lire en ligne , consulté le 12 juin 2023).
- « Au crayon à l'ancienne », L'Avenir,‎ 31 octobre 2015 (lire en ligne , consulté le 12 juin 2023)
- Sabine Lourtie, « En repérage dans le métro », L'Avenir,‎ 31 décembre 2015 (lire en ligne , consulté le 12 juin 2023).
- Marie Lardinois, « Apprendre à dessiner un tigre lors d'un atelier avec l'illustrateur de BD Johan Pilet », RTBF,‎ 12 mai 2021 (lire en ligne, consulté le 12 juin 2023).
- Johan Pilet (interviewé), « Interview de Johan Pilet, à propos de Mickey contre l'alliance maléfique » », La Mouette hurlante,‎ 16 juin 2024 (lire en ligne, consulté le 6 septembre 2024).

### Vidéographie
- [vidéo] « Émission BD - KABOOM! #24 - Plongée dans le métro parisien avec "NINN". », sur YouTube, présentation Thibaut Fontenoy, diffusée sur RTL TVI le 26 février 2016, (19 min 11 s).
- [vidéo] « Émission BD - KABOOM! #49 - Visite de l'Atelier Armageddon ! », sur YouTube, présentation Thibaut Fontenoy, diffusée sur RTL TVI en 2019, (17 min 49 s).